# Ostatnia płyta (album Andrzeja Zauchy)
Ostatnia płyta – czwarty album Andrzeja Zauchy wydany po jego śmierci w 1992 przez przedsiębiorstwo Selles Records.

## Lista utworów
1. „Nas nie rozdzieli” (muz. J. Dobrzyński, sł. Z. Książek) – 4:13
2. „Julo” (muz. J. Dobrzyński, sł. Z. Książek) – 4:21
3. „Piosenka na przebudzenie” (muz. J. Dobrzyński, sł. Z. Książek) – 3:39
4. „Sam Pan wie” (muz. J. Dobrzyński, sł. Z. Książek) – 3:09
5. „Siódmy rok” (muz. J. Dobrzyński, sł. Z. Książek) – 4:15
6. „Byłaś serca biciem” (muz. J. Dobrzyński, sł. Z. Książek) – 4:33
7. „Piosenka z klawesynem” (muz. J. Dobrzyński, sł. Z. Książek) – 3:47
8. „Rocznicowa piosenka dla Elżbiety i smoka” (muz. J. Dobrzyński, sł. Z. Książek) – 4:46
9. „O cudzie w tancbudzie” (muz. J. Dobrzyński, sł. Z. Książek) – 3:06
10. „Myśmy byli sobie pisani” (muz. J. Dobrzyński, sł. Z. Książek) – 3:15

## Skład
- Andrzej Zaucha – śpiew
- Jerzy Dobrzyński – instrumenty klawiszowe, saksofon, aranżacje, chórki
- Anna B, J. Jaszkowska, B. Sklnder, Z. Książek – chórki